# Elena Kotulskaya
Elena Kotulskaya (née Kofanova le 8 août 1988) est une athlète russe, spécialiste du 800 mètres.

## Carrière sportive
En 2009, elle remporte le titre des Championnats d'Europe espoirs de Kaunas en 1 min 58 s 94 devant l'Ukrainienne Nataliya Lupu. Elle participe ensuite aux Championnats du monde de Berlin où elle est éliminée au stade des demi-finales.
Son meilleur temps est de 1 min 58 s 50, obtenu à Saransk le 13 août 2010.

## Palmarès
| Date | Compétition                    | Lieu     | Résultat | Épreuve |
| ---- | ------------------------------ | -------- | -------- | ------- |
| 2009 | Championnats d'Europe espoirs  | Kaunas   | 1re      | 800 m   |
| 2010 | DécaNation                     | Annecy   | 1re      | 800 m   |
| 2011 | Universiade                    | Shenzhen | 2e       | 800 m   |
| 2012 | Championnats du monde en salle | Istanbul | 5e       | 800 m   |
| 2013 | Championnats d'Europe en salle | Göteborg | 2e       | 800 m   |

### Records
| Épreuve | Condition    | Performance   | Lieu        | Date            |
| ------- | ------------ | ------------- | ----------- | --------------- |
| 800 m   | En plein air | 1 min 57 s 77 | Tcheboksary | 3 juillet 2012  |
| 800 m   | En salle     | 1 min 59 s 63 | Moscou      | 22 février 2012 |